# Потехин, Алексей Антипович
Алексей Антипович Потехин (1 (13) июля 1829 — 16 (29) октября 1908) — русский драматург и романист. Отец актрисы Раисы Потехиной.

## Биография
Родился 13 июля 1829 года в городе Кинешме Костромской губернии в семье мелкопоместного дворянина, казначея уездного суда. Брат драматурга Николая (1834—1896) и адвоката Павла (1839—1916) Потехиных. Окончил Костромскую гимназию. В 1846—1849 годах учился в ярославском Демидовском лицее, за сочинение «Образование присутственных мест при Петре Первом» был награждён золотой медалью и переведён в связи с бедностью на казённое обучение. Окончил лицей с серебряной медалью.
Некоторое время был офицером. Служил чиновником особых поручений при костромском губернаторе. В конце 1850-х — начале 1860-х годов служил в качестве доверенного лица по управлению имениями Игнатьевой в селе Горки, и Голицыной в селе Карабиха Ярославской губернии.

В 1856 году вместе с другими писателями — Писемским, Островским, Максимовым, Михайловым, Афанасьевым-Чужбинским и др. — принял участие в известной литературно-этнографической экспедиции, снаряжённой по инициативе великого князя Константина Николаевича; исследовал Поволжье. В 1880-х годах заведовал репертуарной частью Санкт-Петербургских Императорских театров. 

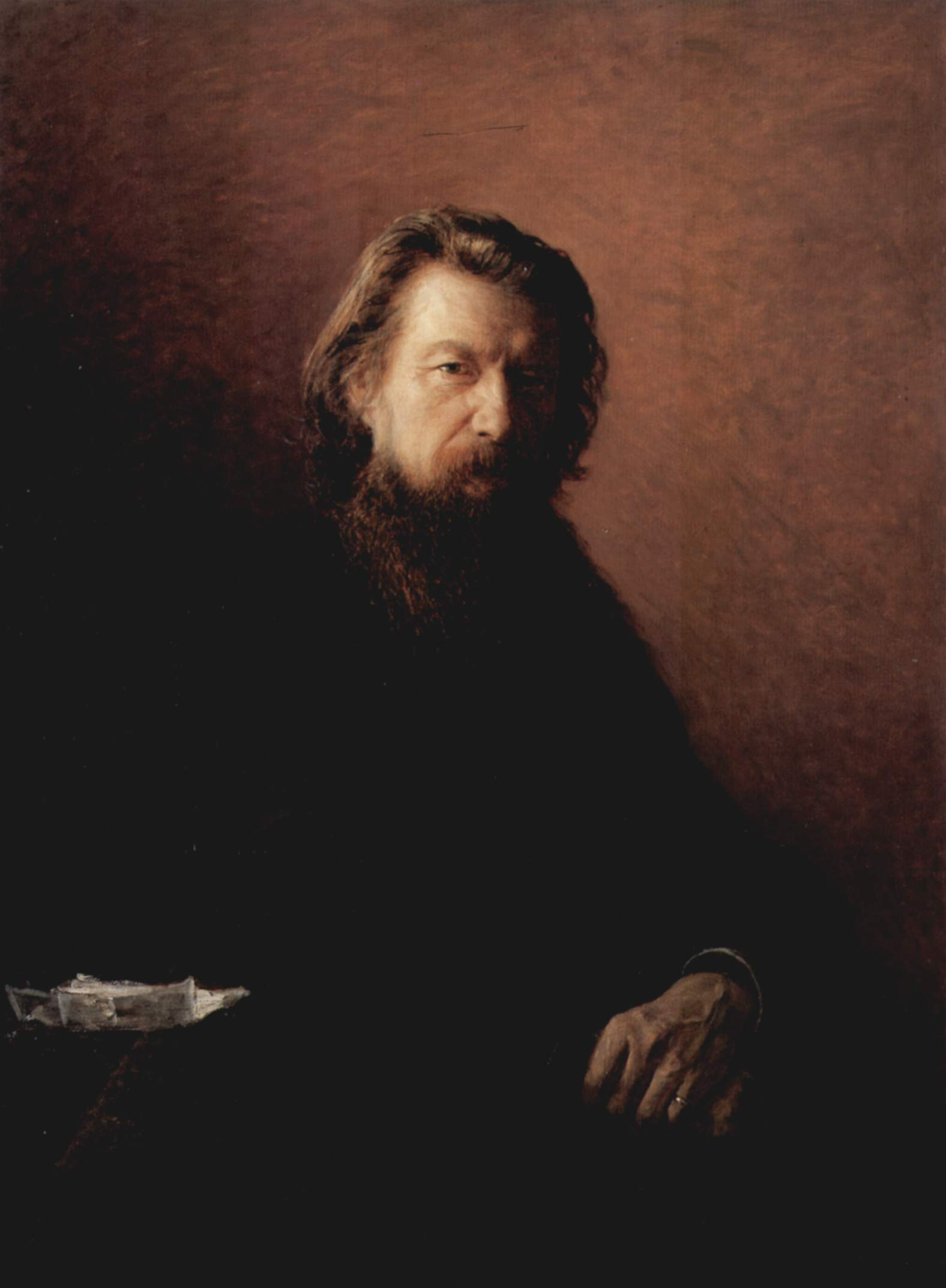
На портрете Н. Н. Ге.

Литературная деятельность Потехина началась в 1852 году сценами из провинциального быта: «Забавы и удовольствия в городке», напечатанными в «Современнике». Затем в «Москвитянине» появился ряд его рассказов и романов из народной жизни: «Тит Софроныч Казанок», «Крестьянка» и другие. Они обратили на себя внимание знанием крестьянской жизни и колоритным языком. Недостатком их является приподнятость тона, в сентиментальном духе славянофильского народничества. Впоследствии Потехин не раз возвращался к сюжетам из народной жизни. Так, в 1870-е годы он напечатал в «Вестнике Европы» известные рассказы: «Около денег», «Хай-Девка», «Хворая» и др. В них больше реализма, но в общем произведения Потехина на темы из крестьянской жизни, отводя ему видное место в ряду русских беллетристов-народников, всё-таки страдают тем, что в них больше знания внешнего быта, чем народной психологии.
С наступлением эпохи реформ Потехин печатает в «Русском вестнике», «Современнике», «Библиотеке для чтения» и других журналах ряд повестей, романов и драм, обличающих дикость старого быта и борьбу новых понятий со старыми. Таковы «Бедные дворяне» — лучший роман Потехина, ярко изображающий старинную помещичью семью, с её приживальщиками и шутами. Роман «Крушинский» осмеивает дворянское чванство. Шумным успехом пользовались драмы Потехина «Мишура» и «Отрезанный ломоть», встретившие чрезвычайные препятствия при постановке на сцене: «Мишура» находилась под запрещением 4 года, «Отрезанный ломоть» был запрещён после 13-го представления. Комедия «Вакантное место» совсем к представлению не была дозволена. Потехин написал также несколько драм из народной жизни: «Чужое добро в прок не идёт», «Суд людской не Божий», «Около денег» (переделка романа под тем же заглавием) и др.
Как художник, Потехин не обладал резко выраженной индивидуальностью. Он большей частью усваивал себе стиль и мотивы тех литературных кружков, к которым примыкал, и тех полос общественного настроения, выразить которые он старался в разные периоды своей литературной деятельности. Рисует он захватываемые им явления по преимуществу схематично, в общих очертаниях; но именно это часто придаёт его произведениям большу́ю яркость, особенно его драмам и комедиям.
Большинство написанного Потехиным вошло в собрание его произведений, изданное в 1874 году в 6 томах. В последние годы жизни писал очень мало.
Был членом Общества любителей российской словесности. В 1880 году стал одним из инициаторов создания первого памятника Гоголю. В 1900 году избран почётным академиком Академии наук по разряду изящной словесности.
Умер 29 октября 1908 года в Санкт-Петербурге. Похоронен на кладбище Александро-Невской Лавры.

## Издания
- Сочинения Алексея Потехина: В 7 т. — СПб.: К. Н. Плотников, 1873—1874.
- После освобождения. Рассказы из крестьянского быта: В 3 т. — СПб.: А. С. Суворин, 1891.
- Сочинения А. А. Потехина: В 12 т. — СПб.: Просвещение, 1903—1905.